# Loi sur l'égalité entre époux, la suppression de la puissance maritale et l'incapacité de la femme mariée
 (décembre 2020).
La mise en forme du texte ne suit pas les recommandations de Wikipédia : il faut le « wikifier ».
Les points d'amélioration suivants sont les cas les plus fréquents :
- Les titres sont pré-formatés par le logiciel. Ils ne sont ni en capitales, ni en gras.
- Le texte ne doit pas être écrit en capitales (les noms de famille non plus), ni en gras, ni en italique, ni en « petit »…
- Le gras n'est utilisé que pour surligner le titre de l'article dans l'introduction, une seule fois.
- L'italique est rarement utilisé : mots en langue étrangère, titres d'œuvres, noms de bateaux, etc.
- Les citations ne sont pas en italique mais en corps de texte normal. Elles sont entourées par des guillemets français : « et ».
- Les listes à puces sont à éviter, des paragraphes rédigés étant largement préférés. Les tableaux sont à réserver à la présentation de données structurées (résultats, etc.).
- Les appels de note de bas de page (petits chiffres en exposant, introduits par l'outil «  Source ») sont à placer entre la fin de phrase et le point final[comme ça].
- Les liens internes (vers d'autres articles de Wikipédia) sont à choisir avec parcimonie. Créez des liens vers des articles approfondissant le sujet. Les termes génériques sans rapport avec le sujet sont à éviter, ainsi que les répétitions de liens vers un même terme.
- Les liens externes sont à placer uniquement dans une section « Liens externes », à la fin de l'article. Ces liens sont à choisir avec parcimonie suivant les règles définies. Si un lien sert de source à l'article, son insertion dans le texte est à faire par les notes de bas de page.
- La présentation des références doit suivre les conventions bibliographiques. Il est recommandé d'utiliser les modèles {{Ouvrage}}, {{Chapitre}}, {{Article}}, {{Lien web}} et/ou {{Bibliographie}}. Le mode d'édition visuel peut mettre en forme automatiquement les références.
- Insérer une infobox (cadre d'informations à droite) n'est pas obligatoire pour parachever la mise en page.

Pour une aide détaillée, merci de consulter Aide:Wikification.
Si vous pensez que ces points ont été résolus, vous pouvez retirer ce bandeau et améliorer la mise en forme d'un autre article.
La loi sur l'égalité entre époux, la suppression de la puissance maritale et  l’incapacité de la femme mariée est une loi belge. La loi du 30 avril 1958 relative aux droits et devoirs respectifs des époux a pour effet d’établir le principe d’égalité entre époux, de supprimer la puissance maritale et l’incapacité de la femme mariée.
Cette loi constitue une avancée pour le statut matrimonial des femmes belges car elles ne sont plus considérées comme des mineures. Cependant, il faut attendre 1976, pour que cette loi devienne complètement effective car elle n’a pas été assortie d’une réforme des régimes matrimoniaux.
Cette proposition de loi fut déposée notamment par la sénatrice Georgette Ciselet, et c'est dix années plus tard, après de longs travaux en commission, que cette loi fut votée le 30 avril 1958.

## Contexte historique
Une précédente loi datant du 21 juillet 1932 relative aux droits et devoirs respectifs des époux, instaurant l’institution des biens réservés, avait tenté d’apporter certaines protections aux femmes, en réformant le chapitre sur les droits et devoirs des époux dans le code civil de 1804, afin que les femmes mariées puissent se prévaloir de recours. Par ailleurs, cette loi laissait en suspens des éléments non résolus sur lesquels il fallait se pencher en raison de l’évolution de la société et du rôle joué par les femmes durant la seconde guerre mondiale, qui avait démontré que celles-ci pouvaient assumer les tâches et rôles de leurs maris absents sans problèmes. S’ajoute à cela l’évolution de la législation internationale, où la Belgique était à la traîne,,.

## Processus d'élaboration de la loi

### Formation de la Commission
En 1948, une commission gouvernementale, composée de professeurs, magistrats, notaires et juristes, est mise sur pied. Les travaux de cette commission dureront sept ans, après cette période, deux  projets sont présentés à la Chambre. Le premier projet de la commission est relatif à la réforme des droits et devoirs respectifs des époux et à la suppression de l’incapacité de la femme mariée. Le second projet de la commission comporte la réforme du régime des biens matrimoniaux qui réalise une communauté différée, un régime de communauté classique mais modernisé et un régime de séparation.
Cette égalité juridique revendiquée par toutes les tendances d’opinions s’est traduite par le premier vote au sénat le 27 novembre 1957 comptabilisant 145 voix contre une et une abstention. La Chambre des représentants approuve le projet le 13 mars 1958 par 170 voix contre trois et une abstention. L'approbation définitive du sénat a été acquise par 149 voix contre cinq et une abstention.

### Le contenu de la loi

#### Devoirs des époux
Sous le principe de l’égalité entre époux, la loi entend clarifier les “devoirs réciproques des époux” comprenant les devoirs de cohabitation, de fidélité, de secours et d’assistance.

##### Résidence conjugale
Parmi ceux-ci, le devoir de cohabitation fait l’objet d’importantes modifications. Avant la réforme, la résidence conjugale (lieu où s’exerce le devoir de cohabitation) était déterminée par le mari. Une fois la loi du 30 avril 1958 entrée en vigueur, la résidence conjugale est le résultat d’un choix concerté entre les deux époux.
Toutefois, en cas de désaccord important entre les époux, (provoquant l’impossibilité de déterminer la résidence conjugale), la décision du mari déterminait la résidence conjugale. Dans certains cas, les époux pouvaient avoir un domicile propre sans que cela affecte le devoir de cohabitation. La réforme permet d’opérer une distinction entre la résidence conjugale et le domicile légal des époux. Ce principe, bien qu’étonnant pour les contemporains de la réforme, a pour but de permettre aux époux d’exercer leur profession sans être restreints par un facteur de localisation. Prenons l’exemple d’un ménage dont le mari est notaire et la femme bourgmestre. L’épouse est bourgmestre dans la ville où le couple a établi la résidence conjugale tandis que le mari a établi son étude notariale et son domicile dans une autre ville. Selon l’ancien principe de domicile unique, l’un des deux époux aurait dû renoncer à son activité professionnelle.
La présente loi adopte également une posture visant la protection de la famille, en adoptant des mesures qui auraient pour but de défendre les intérêts du foyer lorsque celui-ci est mis en danger par la faute de l’un des époux. Par exemple, dans l’objectif de pallier les lacunes de la loi de 1932 : “Lorsqu’un époux manque gravement à l’un de ses devoirs, la loi renforce et étend les mesures urgentes et provisoires qu’exige l'intérêt de son conjoint et de ses enfants. Elle instaure une procédure qui faisait précédemment défaut et renforce en même temps la publicité des mesures prises et les sanctions possibles".

##### Suppression du titre de chef de famille
La notion de chef de famille contribue à affirmer l’autorité du mari au sein de la famille. Cette notion est considérée plutôt comme une règle morale et familiale que comme une règle juridique. Cependant avant la réforme de 1958, il n’y avait pas d’avantages à ce que les femmes jouissent du titre de chef de famille étant donné leur statut d’incapable. Toutefois, au moment de la réforme, cette notion était devenue tout à fait obsolète au vu de l’évolution de la société. Comme vu précédemment, le rôle que les femmes endossent au sein de la société s’élargit. C'est à la suite de la suppression dans la loi par le Sénat du terme "chef de famille", que se crée le système d’union. Malgré la suppression de la notion de chef de famille, le mari conserve certains bénéfices dans la gestion des affaires familiales (ex. prérogative dans le choix de la résidence conjugale en cas de désaccord).

#### Suppression de la puissance maritale et l’incapacité de la femme marié
Aucun article du Code Civil ne fait clairement état de ce qu’inclut la capacité. Avant la loi du 30 avril 1958, les femmes étaient assimilées à des mineures et considérées comme incapables. Voici deux exemples de situations avant la réforme, pour lesquelles les femmes étaient incapables : une femme mariée n’était pas en mesure de contester la profession de son mari que cela ait des intérêts moraux et matériels ou non, le mari en revanche pouvait contester la profession de sa femme quelle qu’en soit la raison. Dans une émission de la RTBF sur le combat des femmes pour l’égalité (1998), Aimée Bologne-Lemaire témoigne : " Pour être opérée, j’ai été opérée en 40, il fallait l’autorisation du mari. Pour ouvrir un compte en banque et à la caisse d’épargne aussi, il fallait toujours l’autorisation du mari. Nous devions toujours tendre la main, c’était très désagréable pour les femmes ".

### L’interdépendance entre les régimes matrimoniaux et le statut d’incapacité de la femme mariée
Parmi les mesures mises en place par la loi de 1958, la suppression de l’incapacité de la femme mariée est la dernière à prendre son plein effet. Cette attente est due à l’absence de modification des régimes matrimoniaux. Bien que selon certains “le principe étant la capacité de la femme mariée, ce seront les règles qui la limiteront qui devront être considérées comme exceptionnelles”, la réalité est autre et nécessite rapidement une nouvelle réforme.
En effet, si les époux n’ont rien décidé, le régime de droit commun qui s’impose est celui de la communauté légale, il revient au mari d’administrer et de disposer seul du patrimoine commun composé des meubles et des acquêts. D’autres régimes matrimoniaux s’offrent aux époux: le régime à base de séparation de biens des époux, le régime sans communauté et le régime dotal.
Cependant le statut d’incapacité des femmes dans le mariage ne leur permettaient pas in fine d’administrer leurs biens sans l’autorisation de leur mari ou de la justice.
La réforme s’est donc opérée en deux étapes, la première était consacrée aux droits et devoirs des époux et la deuxième consistait à réformer les régimes matrimoniaux. Cette manière de fonctionner s’explique par l’urgence de consacrer l’égalité juridique de la femme mariée qui était très attendue. Cela provoque de grandes difficultés d’ordre pratique et juridiques qui nécessiteront l’intervention du législateur par l’insertion de dispositions temporaires ainsi qu’en élaborant une norme d’urgence: la loi du 22 juin 1959 précisant la capacité de la femme séparée de biens. Les dires du ministre de la justice A. Lilar aux sénateur·rice·s  viennent le confirmer : “Votre tâche législative momentanément allégée permettra de donner sans plus attendre aux femmes belges l’essentiel de leur nouveau statut, qu’elles réclament d’ailleurs avec une belle constance depuis de nombreuses années, notre pays étant sur ce point un des plus rétrogrades d’Europe".

## La réforme du 14 juillet 1976
À partir de l’entrée en vigueur de la loi du 14 juillet 1976, la consultation des conjoints et la solidarité entre époux deviennent des éléments centraux du régime matrimonial. Trois nouveaux régimes matrimoniaux viennent se substituer au régime de droit commun: la séparation des biens, le régime légal et un régime de communauté universelle.
Ce régime reste d’application pendant plus ou moins 40 ans jusqu’à la récente réforme de 2018, dont l'objectif était de faire correspondre le droit aux évolutions de la société.
Cette importante réforme est réalisée sur le principe de l’égalité des époux. En effet, à présent, les femmes, tout autant que les hommes, bénéficient de la capacité d’exercice pour tous les pouvoirs émanant de leur régime matrimonial. “Chaque époux gère seul ses biens propres et a les mêmes pouvoirs que son conjoint sur les biens communs ou indivis entre eux".